# Irina Levina
Irina Levina (* 6. Juli 2003) ist eine usbekische Leichtathletin, die sich auf den Sprint spezialisiert hat.

## Sportliche Laufbahn
Erste internationale Erfahrungen sammelte Irina Levina im Jahr 2022, als sie bei den Islamic Solidarity Games in Konya mit der usbekischen 4-mal-400-Meter-Staffel in 3:50,69 min den vierten Platz belegte. 2025 schied sie bei den Asienmeisterschaften in Gumi mit 57,19 s und 2:12,22 min in der Vorrunde über 400 und 800 Meter aus und belegte mit der Staffel in 3:40,91 min den fünften Platz.
2022 wurde Levina usbekische Hallenmeisterin im 400-Meter-Lauf.

## Persönliche Bestleistungen
- 400 Meter: 57,19 s, 27. Mai 2025 in Gumi
  - 400 Meter (Halle): 59,19 s, 26. Februar 2022 in Chirchiq
- 800 Meter: 2:10,42 min, 15. Mai 2025 in Taschkent